# Parc d'État du delta de Jacuí
Le parc d'État du delta de Jacuí est une réserve naturelle sous contrôle du Gouvernement de l'État du Rio Grande do Sul, dans le Sud du Brésil. Il a été créé le 14 janvier 1976, fait 14 242 ha et se trouve dans la région métropolitaine de Porto Alegre, sur le territoire des municipalités de Porto Alegre, Canoas, Nova Santa Rita, Eldorado do Sul et Triunfo.
Il est formé de 30 îles et de morceaux de continent, comprenant des forêts, des marécages et des champs inondés. Les principales îles sont celles dos Marinheiros, da Pintada, das Flores, da Pólvora et Mauá. La faune du delta est composée essentiellement de loutres, jacarés-de-papo-amarelo (Caiman latirostris), capivaras et d'une grande diversité d'oiseaux aquatiques.
L'ensemble des îles du parc a un effet de filtre qui régule le débit des fleuves qui arrivent dans le delta au moment des crues, ce qui évite les inondations de la zone urbaine du Grand Porto Alegre. L'installation désordonnée des populations pauvres sur les îles et la dégradation de l'environnement conséquente ont contribué à une réflexion politique sur l'intégration de leurs habitants dans leur entretien.

## Source
(pt) Parque estadual do Jacuí

## LIens externes
- World Database on Protected Areas